# Грб Сјеверне Ирске
Грб Сјеверне Ирске је незванични хералдички симбол једног од четири конститутивна дијела Уједињеног краљевства, Сјеверне Ирске. Грб је правно усвојен 1924. и као такав био је у употреби до 1972. године, када је акт о његовом усвајању поништен. Међутим, његова каснија употреба никад није успорена.

## Опис грба

### Галерија
- Историјски грб Улстера
- Мања верзија ранијег грба
- Прва верзија грба
- Грб на акредитацијама неких агенција